# To Welcome the Fade
«To Welcome the Fade» — четвёртый студийный альбом группы Novembers Doom, вышедший в 2002 году.
Альбом был переиздан в 2004 году, вместе со вторым CD содержавшим песни из EP For Every Leaf that Falls и две концертные записи песен, а также концертное видео на песню «Within My Flesh».

## Список композиций
1. Not the Strong — 05:00
2. Broken — 07:36
3. Lost in a Day	— 05:30
4. Within My Flesh — 04:51
5. If Forever — 03:47
6. The Spirit Seed — 07:13
7. Torn — 05:46
8. The Lifeless Silhouette — 05:55
9. Dreams to Follow — 01:37
10. Dark Fields for Brilliance — 07:36

### Бонус CD
1. For Every Leaf That Falls — 04:52
2. The Jealous Sun — 06:53
3. Dawn Breaks — 06:50
4. Lost in a Day (Live)
5. Not the Strong (Live)

Также включает концертное видео на Within my Flesh.

## Участники записи

### Группа
- Paul Kuhr — вокал
- Eric Burnley — гитара, клавишные
- Larry Roberts — гитара
- Joe Nunez — ударные, перкуссия

### Приглашённые музыканты
- Brian Gordon — бас-гитара
- Nora O’Conner — женский вокал
- Neil Kernon — вторая соло-гитара на «Dark Fields For Brilliance» и клавишные в «If Forever»